# El Encino, Hidalgo
El Encino är en ort i Mexiko.   Den ligger i kommunen Santiago de Anaya och delstaten Hidalgo, i den sydöstra delen av landet, 110 km norr om huvudstaden Mexico City. El Encino ligger 2 079 meter över havet och antalet invånare är 294.
Terrängen runt El Encino är huvudsakligen kuperad, men österut är den bergig. Runt El Encino är det ganska tätbefolkat, med 185 invånare per kvadratkilometer. Närmaste större samhälle är Actopan, 19,4 km söder om El Encino. I omgivningarna runt El Encino växer huvudsakligen savannskog.